# Aluminita
La aluminita es un sulfato de aluminio hidratado de fórmula química: Al2SO4(OH)4·7(H2O).
Es un mineral monoclínico de color blanco terroso a blanco grisáceo que casi nunca exhibe su forma cristalina, suele formar masas arcillosas. Tiene una fractura terrosa y un brillo mate. Es muy blando, con una dureza de 1 en la escala de Mohs y una densidad relativa de 1,66-1,7. Se forma como producto de oxidación de la pirita y pirita blanca (marcasita) junto con varios silicatos alumínicos y arcillas. Es soluble en ácido clorhídrico.
Fue descrito por primera vez en 1807 en Halle, Sajonia-Anhalt, Alemania. También se la conoce como websterita (por el geólogo inglés Thomas Webster).

## Formación y yacimientos
Se encuentra en depósitos de arcillas, margas y lignitos del Terciario y del Cuaternario, en donde se ha formado por la acción de disoluciones de sulfatos a partir de la meteorización de silicatos alumínicos con pirita o marcasita; todo ello a temperaturas moderadas. También puede formarse como un sublimado volcánico. Se ha encontrado también en depósitos de azufre, rara vez en cuevas.

## Usos
La aluminita se usa por los obreros de la construcción y mampostería para reducir el tiempo de secado de los morteros de cemento.